# Nikolai Bunge

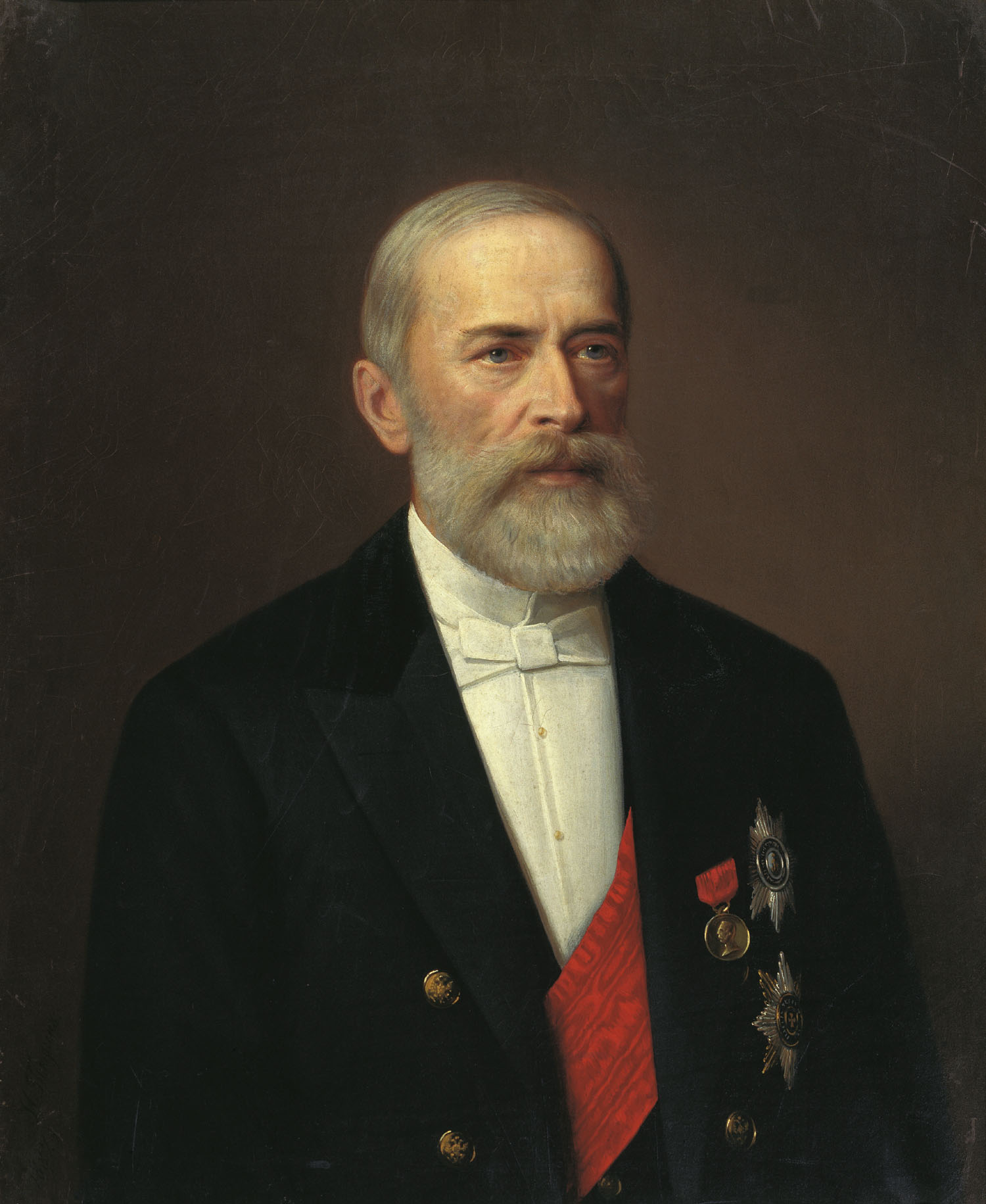
Nikolai Bunge, 1887

Nikolai Karl Paul von Bunge (russisch Николай Христианович Бунге, transkribiert Nikolai Christianowitsch Bunge; * 11. Novemberjul. / 23. November 1823greg. in Kiew; † 3. Junijul. / 15. Juni 1895greg. in Zarskoje Selo) war Rektor der Universität Kiew und russischer Finanzminister.
Nikolai Bunge war der Sohn des Mediziners Christian Gottlieb Bunge (* 1776 in Kiew; † 1857) und der Enkel von Georg Friedrich Bunge. Er wurde  in der lutherischen Kirche St. Katharinen in Kiew getauft.
Bunge war Professor an der Universität Kiew, von 1859 bis 1880 ihr Dekan und von Mai 1859 bis Februar 1862 in Nachfolge von Ernst Rudolph von Trautvetter, von Mai 1871 bis Mai 1875 in Nachfolge von Oleksandr Matwjejew und erneut von September 1878 bis März 1880 der Rektor der Universität. Er war ein Anhänger des gemäßigten Liberalismus, von Privateigentum und freiem Unternehmertum (er hielt es für notwendig, staatliche Eingriffe in die Wirtschaft zu begrenzen) und ein Kritiker der sozialistischen und kommunistischen Lehren. 1867 unterstützte er die Gründung der Charkower Handelsbank (Харьковский торговый банк) und der Kiewer Privaten Geschäftsbank (Киевский частный коммерческий банк), die unter seinem Neffen Fli(e)ge 1876 in die Krise geriet.
Die Krise ab 1873 hatte Russland besonders getroffen und die Militärausgaben im russisch-türkischen Krieg 1877–1878 hatten die Staatsfinanzen in Chaos geführt.
1880 wurde er als Stellvertretender Minister für Finanzen nach Sankt Petersburg berufen, wurde am 6. Mai 1881 Geschäftsführer des Finanzministeriums und 1881 Finanzminister unter Alexander III. Er arbeitete weiter in der von Michael von Reutern eingeschlagenen Richtung. Zur Modernisierung der russischen Wirtschaft unternahm er eine Reihe von Reformen. Er festigte das Bankensystem des Reiches und gründete 1883 die Bauern-Agrarbank, um Bauern zu helfen Land zu erwerben. Das ermöglichte die Erschließung von Neuland in Südsibirien oder Zentralasien durch eine neue Klasse von Groß- und Mittelbauern, die Kulaken. Damit ging jedoch auch die Landflucht vieler Bauern einher, die nicht genügend eigenes Land oder überhaupt keines besaßen.
Die Kopfsteuer wurde aufgehoben und die Erbschaftssteuer eingeführt. Er protegierte die russische Industrie, förderte den Bau von Eisenbahnen und begründete das erste russische Arbeitsrecht.
Auf Druck von konservativen Abgeordneten, die ihm Unfähigkeit das Budgetdefizit auszugleichen vorwarfen, trat er 1887 zurück. Sein Nachfolger wurde Iwan Alexejewitsch Wyschnegradski.
1887–1895 war er Vorsitzender des Ministerkomitees. Im Dezember 1859 wurde er zum korrespondierenden und 1881 zum Ehrenmitglied der Russischen Akademie der Wissenschaften in Sankt Petersburg gewählt. Ab 1890 war er ordentliches Akademiemitglied für politische Ökonomie und Finanzwissenschaft.